# Parm Gill
Paramjit (Parm) Gill, né le 17 mai 1974 à Puranewala en Inde, est un entrepreneur et homme politique canadien sur la scène fédérale et provinciale ontarienne.
Il est député à la Chambre des communes du Canada de la circonscription de Brampton—Springdale de 2011 à 2015 sous la bannière du Parti conservateur du Canada et député à l'Assemblée législative de l'Ontario de la circonscription de Milton de 2018 à 2024 sous les couleurs du Parti progressiste-conservateur de l'Ontario.
Il est ministre des Affaires civiques et du Multiculturalisme de 2021 et 2022 et ministre de la Réduction des formalités administratives de 2022 à 2024 dans le gouvernement de Doug Ford.

## Biographie
Paramjit Gill naît le 17 mai 1974 à Puranewala, proche du District de Moga dans l'État du Pendjab en Inde.
Élu député conservateur à la Chambre des communes du Canada lors de l'élection fédérale du 2 mai 2011, il défait la députée libérale sortante Ruby Dhalla dans la circonscription électorale ontarienne de Brampton—Springdale. La circonscription de Brampton—Springdale étant abolie pour les élections de 2015, il se représente dans Brampton-Nord où il est défait par la libérale Ruby Sahota.
Il effectue un retour en politique, provinciale ontarienne cette fois, en devenant candidat du progressiste-conservateur de la nouvelle circonscription de Milton à la faveur des élections de 2018. Il est élu face à la libérale et ministre de l'éducation sortante Indira Naidoo-Harris. Le 18 juin 2021, il est nommé ministre des Affaires civiques et du Multiculturalisme par le premier ministre Doug Ford. Il conserve ce poste jusqu'au 24 juin 2022 où il est nommé ministre de la Réduction des formalités administratives.
Le 25 janvier 2024, il annonce sa démission comme ministre (effective le 26 janvier) et député (effective le 16 février) pour se présenter pour devenir candidat du Parti conservateur du Canada lors des prochaines élections fédérales. Lors des élections fédérales de 2025, il se présente dans la nouvelle circonscription de Milton-Est—Halton Hills-Sud où le 28 avril 2025, soir des élections, il est donné gagnant par 298 voix. Mais, le lendemain, après la validation des résultats par le directeur du scrutin, il est déclaré battu par la libérale Kristina Tesser Derksen par 29 voix. La faible différence de voix entraîne automatiquement un dépouillement judiciaire qui, trois jours plus tard, donne la victoire à cette dernière mais avec seulement 21 voix de majorité.

## Résultats électoraux
|       | Candidat         | Parti        | # de voix | % des voix |
|       | Parm Gill        | Conservateur | +24 618,  | 48,26 %    |
|       | (x) Ruby Dhalla  | Libéral      | +14 221,  | 27,88 %    |
|       | Manjit Grewal    | NPD          | +10 022,  | 19,65 %    |
|       | Mark Hoffberg    | Vert         | +01 926,  | 3,78 %     |
|       | Elizabeth Rowley | Communiste   | +00219,   | 0,43 %     |
| Total | Total            | Total        | 51 006    | 100 %      |

|       | Candidat           | Parti        | # de voix | % des voix |
|       | Parm Gill          | Conservateur | +17 804,  | 39,33 %    |
|       | (x) Ruby Dhalla    | Libéral      | +18 577,  | 41,04 %    |
|       | Mani Singh         | NPD          | +05 238,  | 11,57 %    |
|       | Dave Finlay        | Vert         | +03 516,  | 7,77 %     |
|       | Dimitrios Kabitsis | Communiste   | +00135,   | 0,3 %      |
| Total | Total              | Total        | 45 270    | 100 %      |